# Seznam prezidentů Egypta
Toto je seznam egyptských prezidentů a osob, vykonávajících jejich pravomoce.
Prvním prezidentem Egypta byl Muhammad Nadžíb, jeden z vůdců egyptské revoluce v roce 1952, který nastoupil do úřadu prezidenta v den vyhlášení republiky 18. června 1953. Od té doby se na postu prezidenta vystřídali tito lidé: Gamál Násir, Anvar as-Sádát a Husní Mubárak. Súfí Abú Tálib byl dočasným prezidentem, který zastával úřad po dobu osmi dnů, než byl zvolen nástupce zavražděného prezidenta Sádáta. Po rezignaci prezidenta Husního Mubáraka v roce 2011 byla země řízena předsedou nejvyšší rady ozbrojených sil polním maršálem Muhammadem Husajnem Tantávím.

## Seznam prezidentů Egypta
| Pořadí                                                                         | Portrét                                                                        | Jméno (Datum narození–úmrtí)                                                   | Nástup do úřadu    | Opuštění úřadu              | Politická strana                   |
| ------------------------------------------------------------------------------ | ------------------------------------------------------------------------------ | ------------------------------------------------------------------------------ | ------------------ | --------------------------- | ---------------------------------- |
| Prezidenti Egyptské republiky (1953–1958)                                      |                                                                                |                                                                                |                    |                             |                                    |
| 1.                                                                             |                                                                                | Muhammad Nadžíb (1901–1984)                                                    | 18. června 1953    | 14. listopadu 1954          | Armáda / Osvobozenecké shromáždění |
| Egyptská rada revolučního velení (Předseda: Plukovník Gamál Násir)             | Egyptská rada revolučního velení (Předseda: Plukovník Gamál Násir)             | Egyptská rada revolučního velení (Předseda: Plukovník Gamál Násir)             | 14. listopadu 1954 | 23. června 1956             | Armáda                             |
| 2.                                                                             |                                                                                | Gamál Násir (1918–1970)                                                        | 23. června 1956    | 22. února 1958              | Národní unie                       |
| Prezidenti Sjednocené arabské republiky (1958–1971)                            |                                                                                |                                                                                |                    |                             |                                    |
| 2.                                                                             |                                                                                | Gamál Násir (1918–1970)                                                        | 22. února 1958     | 1. prosince 1962            | Národní unie                       |
| 2.                                                                             | 1. prosince 1962                                                               | Gamál Násir (1918–1970)                                                        | 28. září 1970      | Arabská socialistická unie  |                                    |
| –                                                                              |                                                                                | Anvar as-Sádát (1918–1981) Zastupující prezident                               | 28. září 1970      | 15. října 1970              | Arabská socialistická unie         |
| 3.                                                                             | Anvar as-Sádát (1918–1981)                                                     | 15. října 1970                                                                 | 2. září 1971       |                             | Arabská socialistická unie         |
| Prezidenti Egyptské arabské republiky (1971–současnost)                        |                                                                                |                                                                                |                    |                             |                                    |
| 3.                                                                             |                                                                                | Anvar as-Sádát (1918–1981)                                                     | 2. září 1971       | 2. října 1978               | Arabská socialistická unie         |
| 3.                                                                             | 2. října 1978                                                                  | Anvar as-Sádát (1918–1981)                                                     | 6. října 1981      | Národní demokratická strana |                                    |
| –                                                                              |                                                                                | Sufi Abu Taleb (1925–2008) Zastupující prezident                               | 6. října 1981      | 14. října 1981              | Národní demokratická strana        |
| 4.                                                                             |                                                                                | Husní Mubárak (1928–2020)                                                      | 14. října 1981     | 11. února 2011              | Národní demokratická strana        |
| Nejvyšší rada ozbrojených sil (Předseda: Polní maršál Muhammad Husajn Tantáví) | Nejvyšší rada ozbrojených sil (Předseda: Polní maršál Muhammad Husajn Tantáví) | Nejvyšší rada ozbrojených sil (Předseda: Polní maršál Muhammad Husajn Tantáví) | 11. února 2011     | 30. června 2012             | Armáda                             |
| 5.                                                                             |                                                                                | Muhammad Mursí (1951–2019)                                                     | 30. června 2012    | 3. července 2013            | Strana svobody a spravedlnosti     |
| –                                                                              |                                                                                | Adlí Mansúr (* 1945) Prozatímní prezident                                      | 3. července 2013   | 8. června 2014              |                                    |
| 6.                                                                             |                                                                                | Abd al-Fattáh as-Sísí (* 1954)                                                 | 8. června 2014     | úřadující                   |                                    |